# ドナルド・ジャッド
ドナルド・ジャッド（Donald Clarence Judd 1928年6月3日 - 1994年2月12日）は、20世紀のアメリカ合衆国の画家、彫刻家、美術家、美術評論家。

## 特徴
当初は画家・版画家であり美術評論でも高い評価を受けたが、次第に立体作品の制作に移った。箱型など純粋な形態の立体作品は多くの美術家や建築家、デザイナーらに影響を与えている。抽象表現主義の情念の混沌とした世界の表現に反対し、その対極をめざすミニマル・アートを代表するアーティストの1人。必ずカウボーイハットをかぶって記者会見をしていた。

## 生涯と作品
- 1928年、6月3日、ミズーリ州、エクセルシア・スプリングス（Excelsior Springs）に生まれる。
- 1946年、アメリカ合衆国陸軍に入隊し、1947年まで大韓民国に駐留する。
- 除隊後、ニューヨークのアート・スチューデンツ・リーグで、短期間美術を学ぶ。
- 1948年から1949年まで、ヴァージニア州のウイリアム・アンド・メアリ・カレッジで哲学を学ぶ。
- 1949年から1953年まで、コロンビア大学で哲学を学び、学位を取得。その間も絵画制作を続け、1950年代は抽象表現主義に影響を受けた絵画作品を制作していた。
- 1957年から1962年まで、コロンビア大学で美術史家のメイヤー・シャピロのもとで美術史を学び、学位を取得。
- 1957年、ニューヨークで最初の個展を開く。抽象表現主義の絵画が展示された。
- 1959年から1965年にかけて、『アート・ニューズ』、『アート・インターナショナル』、『アーツマガジン』各誌で、前衛美術についての作品批評を行う。絵画の終焉を主張し、美術評論家としての高い評価を得る。
- 1960年代にはいると幾何学的な要素が強くなり、金属の物体を画面にはめ込むレリーフ状の作品を製作。
- 1962年頃から床に直接置く立体作品を制作するようになる。
- 1963年、1964年の個展では、カドミウム・レッドに塗られた木を基本にした箱状の立体作品が直接床に置かれた。
- 1964年から金属やプレキシグラスが用いられるようになり、形態はさらに純化され、直線的な箱型の作品を繰り返し制作する。
- 1965年から制作されるようになった「積み重ね（スタック）」と呼ばれるシリーズは、壁に直接同型の薄い箱状の立体が縦一列に並べられるものであった。これがジャッドの代表作となり、箱状の立体が反復的に複数並べられる作品は数多く製作されている。
- 1965年、自らの芸術作品が従来の絵画や彫刻とは異なるゆえんを論じたテクスト、『明確な物体（スペシフィック・オブジェクト）』を発表[1]。
- 1968年、ニューヨークのホイットニー美術館で、回顧展が開催される。
- 1971年、戸外に置かれる円形の作品を制作。また、この年からテキサス州マーファ(Marfa)を訪れ始める。
- 1972年頃から素材に合板を用い始める。
- 1977年、テキサス州マーファに移住。
- 1979年、DIA美術財団の援助を受け、テキサス州マーファの陸軍基地跡の廃屋を含む砂漠の土地（1.4 km²）を、自作や他の作家の作品を恒久設置する場所にするために買い取る。
- 1980年代には特殊な錆付けをしたコールテン鋼を用いるようになる。
- 1994年、2月12日、ニューヨークにて悪性リンパ腫により死去。マーファの土地建物は一部をチナティ・ファンデーション（The Chinati Foundation）が、また別の一部をジャッド・ファンデーションが管理している。チナティ・ファンデーションにはジャッドや他のミニマルアートの作家たちの作品が展示されており、これらの作品は一般公開されている。また、ジャッド・ファンデーションはジャッドのドローイングやライティングなどのアーカイブ、また彼が個人所有していた自宅やスタジオ・スペースなどを管理している。

## エピソード
ジャッドは、フランク・ステラがころころと作風を変えるのを見て「あいつはただの裏切り者で、ペテンだ！」と、執拗にステラを記者会見の場ですら攻撃していた。ジャッドは一度決めた作風を生涯に一度の変更すら許さない、頑固一徹の芸術家でもあった。